# Медал „25 години от Априлското въстание“
Медал „25 години от Априлското въстание“ е български възпоменателен медал учереден с княжески рескрипт на княз Фердинанд I на 19 април 1901 г. С него са наградени всички живи към тази дата участници в Априлското въстание от 1876 г., а също така опълченци, поборници и граждани взели активно участие в борбите за национално освобождение 1876-1878 г.
Проектът за медала е изработен от Иван Мърквичка, Антон Митов и Борис Шатц. Изработени са от ювелирната фабрика на Никола Събев в гр. София. Това го прави първият български медал изработен изцяло в България.
Медалът е изработен от бронз, има диаметър 34 мм, носи се на червена лента със зелено и бяло в краищата. Върху него е изобразен коронован лъв.